# Coleophora ochristrigella
Coleophora ochristrigella é uma espécie de mariposa do gênero Coleophora pertencente à família Coleophoridae.